# Генрих (герцог Брауншвейг-Вольфенбюттеля)
Генрих Миролюбивый (англ. Heinrich der Friedfertige; 1411 — 7 декабря 1473) — герцог Брауншвейг-Люнебурга из династии Вельфов.

## Биография
Сын Генриха Мягкого, герцога Брауншвейг-Люнебурга и его второй жены Маргариты Гессенской. После смерти отца в 1416 году Генрих и его старший единокровный брат Вильгельм Победоносный унаследовали княжество Люнебург. Поскольку они были несовершеннолетними, то находились под опекой городского совета Люнебурга. Когда княжество Брауншвейг-Люнебург было реорганизовано в 1428 году, Генрих и его брат обменяли его на княжество Брауншвейг, включая Каленберг.
После того, как Генрих достиг совершеннолетия, он попытался разделить владения с братом и править отдельно. В 1432 году он занял замок Вольфенбюттель, и братья согласились разделить территорию: Генрих получил Брауншвейг, а Вильгельм получил Каленберг, Эверштейн и Хомбург.
В 1436 году он женился на Елене Клевской (1423—1471), дочери Адольфа I, герцога Клевского. У них была дочь Маргарита (1450—1509), которая вышла замуж за графа Вильгельма III фон Хеннеберга.
Генрих умер в 1473 году не оставив наследников; его владения наследовал его брат Вильгельм.